# Türkiye Kupası 2009/10
Der Ziraat Türkiye Kupası 2009/10 begann am 2. September 2009 und endete mit dem Finale im Şanlıurfa GAP Stadion am 5. Mai 2010. Sieger der 48. Auflage des Wettbewerbs wurde Trabzonspor durch ein 3:1 im Endspiel gegen Fenerbahçe Istanbul. Trabzon konnte sich dadurch für die Play-off-Runde zur UEFA Europa League 2010/11 qualifizieren.
Die Teilnehmerzahl wurde von 54 Mannschaften auf 71 Mannschaften erhöht, weshalb nach der 2. Hauptrunde ein Play-off ausgetragen wird.

## Teilnehmende Mannschaften
Für den türkischen Pokal sind folgende 71 Mannschaften teilnahmeberechtigt:
| Süper Lig die 18 Vereine der Saison 2008/09 | TFF 1. Lig die 18 Vereine der Saison 2008/09 | TFF 2. Lig die 20 Mannschaften der Saison 2008/09 | TFF 3. Lig die 15 Mannschaften der Saison 2008/09 |
| Beşiktaş Istanbul Sivasspor Trabzonspor Fenerbahçe Istanbul Galatasaray Istanbul Bursaspor Kayserispor Gaziantepspor Istanbul BB Ankaraspor Eskişehirspor Antalyaspor MKE Ankaragücü Gençlerbirliği Ankara Denizlispor Kocaelispor Hacettepespor Konyaspor | Manisaspor Diyarbakırspor Boluspor Karşıyaka SK Altay Izmir Kayseri Erciyesspor Orduspor Giresunspor Malatyaspor Kartalspor Gaziantep BB Samsunspor Sakaryaspor Çaykur Rizespor Kasımpaşa Istanbul Adanaspor Kardemir Karabükspor Güngören Belediyespor | Eyüpspor Körfez Belediyespor Bucaspor Tarsus İdman Yurdu Beykozspor Mersin İdman Yurdu SK Tokatspor Çorumspor Belediye Vanspor Diyarbakır BB Dardanelspor Gebzespor Denizli Belediyespor Turgutluspor Konya Şekerspor Kırşehirspor Trabzon Karadenizspor Çankırı Belediyespor Şanlıurfaspor Adiyamanspor | Göztepe Izmir Tepecik Belediyespor Tavşanlı Linyitspor Kahramanmaraşspor Ankara Demirspor Hatayspor Pursaklarspor Bafra Belediyespor Lüleburgazspor Izmirspor Yalovaspor Balıkesirspor İnegölspor Kastamonuspor Batman Belediyespor |

## 1. Hauptrunde
Die Auslosung für die erste Hauptrunde 2009/10 fand am 25. August 2009 statt. Gespielt wurde am 2. September 2009. Tarsus İdman Yurdu hatte für diese Runde ein Freilos.
|                      | Ergebnis              |                       |
| -------------------- | --------------------- | --------------------- |
| Lüleburgazspor       | 1:2                   | İnegölspor            |
| Beykozspor           | ?:? n. V. (4:1 i. E.) | Tepecik Belediyespor  |
| Eyüpspor             | 2:1                   | Gebzespor             |
| Yalovaspor           | ?:? n. V. (4:3 i. E.) | Körfez Belediyespor   |
| Denizli Belediyespor | 3:1                   | Izmirspor             |
| Tavşanlı Linyitspor  | 0:2                   | Dardanelspor          |
| Balıkesirspor        | 0:5                   | Turgutluspor          |
| Bucaspor             | 1:0                   | Göztepe Izmir         |
| Ankara Demirspor     | 0:3                   | Konya Şekerspor       |
| Kırşehirspor         | 0:2                   | Pursaklarspor         |
| Çorumspor            | ?:? n. V. (5:6 i. E.) | Trabzon Karadenizspor |
| Tokatspor            | 4:1                   | Çankırı Belediyespor  |
| Kastamonuspor        | 3:1                   | Bafra Belediyespor    |
| Belediye Vanspor     | 3:1                   | Kahramanmaraşspor     |
| Hatayspor            | 2:4                   | Mersin İdman Yurdu SK |
| Batman Belediyespor  | 0:5                   | Şanlıurfaspor         |
| Diyarbakır BB        | 1:2                   | Adiyamanspor          |

## 2. Hauptrunde
Die Auslosung für die zweite Hauptrunde 2009/10 fand am 15. September 2009 statt. Gespielt wurde am 30. September 2009.
|                       | Ergebnis              |                       |
| --------------------- | --------------------- | --------------------- |
| Turgurtluspor         | 1:2                   | Konya Şekerspor       |
| Tokatspor             | 3:1                   | Kocaelispor           |
| Adıyamanspor          | ?:? n. V. (5:6 i. E.) | Yalovaspor            |
| Belediye Vanspor      | 2:1                   | Şanlıurfaspor         |
| Denizli Belediyespor  | 4:1                   | Trabzon Karadenizspor |
| Güngören Belediyespor | 3:1                   | Beykozspor            |
| Adanaspor             | 2:0                   | Dardanelspor          |
| Kastamonuspor         | 4:2                   | Boluspor              |
| Samsunspor            | 2:0                   | Kardemir Karabükspor  |
| Bucaspor              | 4:2                   | Sakaryaspor           |
| Kartalspor            | 1:2                   | Karşıyaka SK          |
| Eyüpspor              | 1:2                   | Mersin İdman Yurdu SK |
| Gaziantep BB          | 1:3                   | Tarsus İdman Yurdu    |
| Giresunspor           | 2:1                   | Hacettepespor         |
| Çaykur Rizespor       | 6:0                   | Malatyaspor           |
| Orduspor              | 2:1                   | Pursaklarspor         |
| Konyaspor             | 1:3                   | Altay Izmir           |
| İnegölspor            | 0:2                   | Kayseri Erciyesspor   |

## Play-off-Runde
Die Auslosung für die Play-off-Runde 2009/10 fand am 19. Oktober 2009 statt. Gespielt wurde am 28. Oktober 2009.
|                       | Ergebnis              |                       |
| --------------------- | --------------------- | --------------------- |
| Tokatspor             | 3:2 (1:1)             | Ankaraspor            |
| MKE Ankaragücü        | 3:2 (2:1)             | Karşıyaka SK          |
| Kayserispor           | ?:? n. V. (2:4 i. E.) | Manisaspor            |
| Mersin İdman Yurdu SK | ?:? n. V. (6:7 i. E.) | Antalyaspor           |
| Güngören Belediyespor | 0:1 (0:0)             | Bursaspor             |
| Istanbul BB           | ?:? n. V. (4:2 i. E.) | Gençlerbirliği Ankara |
| Galatasaray Istanbul  | 2:1 (2:0)             | Bucaspor              |
| Diyarbakırspor        | 0:1 (0:0)             | Tarsus İdman Yurdu    |
| Kasımpaşa Istanbul    | 4:1 (2:1)             | Kayseri Erciyesspor   |
| Denizli Belediyespor  | 2:1 n. V.             | Kastamonuspor         |
| Denizlispor           | 4:1 n. V.             | Gaziantepspor         |
| Konya Şekerspor       | 3:2 (0:1)             | Adanaspor             |
| Orduspor              | 1:0 (0:0)             | Belediye Vanspor      |
| Giresunspor           | 2:1 n. V.             | Çaykur Rizespor       |
| Altay Izmir           | 4:0 (3:0)             | Samsunspor            |
| Yalovaspor            | 1:3 n. V.             | Eskişehirspor         |

## Gruppenphase
Die Auslosung für die Gruppenphase fand am 16. November 2009 statt.

### Gruppe A
| Pl. | Verein              | Sp. | S | U | N | Tore    | Diff. | Punkte |
| --- | ------------------- | --- | - | - | - | ------- | ----- | ------ |
| 1.  | Fenerbahçe Istanbul | 4   | 3 | 0 | 1 | 010:600 | +4    | 09     |
| 2.  | Antalyaspor         | 4   | 2 | 2 | 0 | 006:400 | +2    | 08     |
| 3.  | Tokatspor           | 4   | 1 | 1 | 2 | 006:700 | −1    | 04     |
| 4.  | Altay Izmir         | 4   | 1 | 1 | 2 | 002:900 | −7    | 04     |
| 5.  | Eskişehirspor       | 4   | 1 | 0 | 3 | 006:400 | +2    | 03     |

| 22. Dezember 2009   |           |                     |
| Antalyaspor         | 1:0 (0:0) | Eskişehirspor       |
| 23. Dezember 2009   |           |                     |
| Fenerbahçe Istanbul | 3:0 (1:0) | Altay Izmir         |
| 10. Januar 2010     |           |                     |
| Tokatspor           | 1:1 (0:0) | Antalyaspor         |
| Eskişehirspor       | 0:1 (0:0) | Fenerbahçe Istanbul |
| 13. Januar 2010     |           |                     |
| Altay Izmir         | 0:5 (0:3) | Eskişehirspor       |
| Fenerbahçe Istanbul | 3:2 (1:1) | Tokatspor           |
| 17. Januar 2010     |           |                     |
| Tokatspor           | 1:2 (0:1) | Altay Izmir         |
| 18. Januar 2010     |           |                     |
| Antalyaspor         | 4:3 (1:1) | Fenerbahçe Istanbul |
| 26. Januar 2010     |           |                     |
| Eskişehirspor       | 1:2 (0:0) | Tokatspor           |
| Altay Izmir         | 0:0       | Antalyaspor         |

### Gruppe B
| Pl. | Verein               | Sp. | S | U | N | Tore    | Diff. | Punkte |
| --- | -------------------- | --- | - | - | - | ------- | ----- | ------ |
| 1.  | Galatasaray Istanbul | 4   | 3 | 1 | 0 | 010:200 | +8    | 10     |
| 2.  | Trabzonspor          | 4   | 3 | 0 | 1 | 011:300 | +8    | 09     |
| 3.  | MKE Ankaragücü       | 4   | 2 | 1 | 1 | 004:300 | +1    | 07     |
| 4.  | Orduspor             | 4   | 1 | 0 | 3 | 004:800 | −4    | 03     |
| 5.  | Denizli Belediyespor | 4   | 0 | 0 | 4 | 002:150 | −13   | 0      |

| 23. Dezember 2009    |           |                      |
| Denizli Belediyespor | 0:2 (0:1) | MKE Ankaragücü       |
| Galatasaray Istanbul | 2:1 (1:0) | Trabzonspor          |
| 9. Januar 2010       |           |                      |
| Trabzonspor          | 6:0 (3:0) | Denizli Belediyespor |
| 10. Januar 2010      |           |                      |
| Orduspor             | 0:3 (0:1) | Galatasaray Istanbul |
| 13. Januar 2010      |           |                      |
| Denizli Belediyespor | 1:2 (0:1) | Orduspor             |
| 14. Januar 2010      |           |                      |
| MKE Ankaragücü       | 0:2 (0:0) | Trabzonspor          |
| 17. Januar 2010      |           |                      |
| Galatasaray Istanbul | 5:1 (3:0) | Denizli Belediyespor |
| Orduspor             | 1:2 (0:1) | MKE Ankaragücü       |
| 27. Januar 2010      |           |                      |
| Trabzonspor          | 2:1 (1:1) | Orduspor             |
| MKE Ankaragücü       | 0:0       | Galatasaray Istanbul |

### Gruppe C
| Pl. | Verein             | Sp. | S | U | N | Tore    | Diff. | Punkte |
| --- | ------------------ | --- | - | - | - | ------- | ----- | ------ |
| 1.  | Bursaspor          | 4   | 3 | 1 | 0 | 009:300 | +6    | 10     |
| 2.  | Denizlispor        | 4   | 2 | 2 | 0 | 004:200 | +2    | 08     |
| 3.  | Sivasspor          | 4   | 2 | 1 | 1 | 005:700 | −2    | 07     |
| 4.  | Giresunspor        | 4   | 1 | 0 | 3 | 006:800 | −2    | 03     |
| 5.  | Tarsus İdman Yurdu | 4   | 0 | 0 | 4 | 003:700 | −4    | 0      |

| 23. Dezember 2009  |           |                    |
| Giresunspor        | 1:2 (0:2) | Bursaspor          |
| Sivasspor          | 1:0 (1:0) | Tarsus Idman Yurdu |
| 9. Januar 2010     |           |                    |
| Denizlispor        | 0:0       | Sivasspor          |
| 10. Januar 2010    |           |                    |
| Tarsus Idman Yurdu | 1:2 (1:1) | Giresunspor        |
| 13. Januar 2010    |           |                    |
| Bursaspor          | 2:1 (0:0) | Tarsus Idman Yurdu |
| Giresunspor        | 0:1 (0:0) | Denizlispor        |
| 17. Januar 2010    |           |                    |
| Sivasspor          | 4:3 (1:3) | Giresunspor        |
| Denizlispor        | 1:1 (0:1) | Bursaspor          |
| 27. Januar 2010    |           |                    |
| Tarsus Idman Yurdu | 1:2 (0:1) | Denizlispor        |
| Bursaspor          | 4:0 (1:0) | Sivasspor          |

### Gruppe D
| Pl. | Verein             | Sp. | S | U | N | Tore    | Diff. | Punkte |
| --- | ------------------ | --- | - | - | - | ------- | ----- | ------ |
| 1.  | Istanbul BB        | 4   | 3 | 1 | 0 | 004:000 | +4    | 10     |
| 2.  | Manisaspor         | 4   | 2 | 2 | 0 | 004:200 | +2    | 08     |
| 3.  | Kasımpaşa Istanbul | 4   | 1 | 1 | 2 | 005:600 | −1    | 04     |
| 4.  | Beşiktaş Istanbul  | 4   | 1 | 0 | 3 | 006:800 | −2    | 03     |
| 5.  | Konya Şekerspor    | 4   | 1 | 0 | 3 | 004:700 | −3    | 03     |

| 22. Dezember 2009  |           |                    |
| Manisaspor         | 2:1 (1:0) | Beşiktaş Istanbul  |
| 23. Dezember 2009  |           |                    |
| Konya Şekerspor    | 2:1 (0:1) | Kasımpaşa Istanbul |
| 9. Januar 2010     |           |                    |
| Istanbul BB        | 1:0 (1:0) | Konya Şekerspor    |
| Kasımpaşa Istanbul | 1:1 (1:1) | Manisaspor         |
| 12. Januar 2010    |           |                    |
| Beşiktaş Istanbul  | 1:3 (1:3) | Kasımpaşa Istanbul |
| Manisaspor         | 0:0       | Istanbul BB        |
| 16. Januar 2010    |           |                    |
| Istanbul BB        | 1:0 (0:0) | Beşiktaş Istanbul  |
| 17. Januar 2010    |           |                    |
| Konya Şekerspor    | 0:1 (0:0) | Manisaspor         |
| 26. Januar 2010    |           |                    |
| Kasımpaşa Istanbul | 0:2 (0:1) | Istanbul BB        |
| Beşiktaş Istanbul  | 4:2 (3:2) | Konya Şekerspor    |

## K.-o.-Runde

### Viertelfinale
Die Hinspiele für das Viertelfinale wurden am 3./4. Februar 2010 ausgetragen und am 10./11. Februar 2010 fanden die Rückspiele statt. Die Auslosung fand am 28. Januar 2010 statt.
|                     | Gesamt    |                      | Hinspiel | Rückspiel |
| ------------------- | --------- | -------------------- | -------- | --------- |
| Istanbul BB         | 1:2       | Trabzonspor          | 1:1      | 0:1       |
| Antalyaspor         | (a)4:4(a) | Galatasaray Istanbul | 2:1      | 2:3       |
| Fenerbahçe Istanbul | 4:3       | Bursaspor            | 3:0      | 1:3       |
| Manisaspor          | 5:1       | Denizlispor          | 4:1      | 1:0       |

### Halbfinale
Die Halbfinalspiele werden am 24. März und am 14. April 2010 ausgetragen.
|                     | Gesamt |             | Hinspiel | Rückspiel |
| ------------------- | ------ | ----------- | -------- | --------- |
| Trabzonspor         | 2:1    | Antalyaspor | 2:0      | 0:1       |
| Fenerbahçe Istanbul | 3:1    | Manisaspor  | 2:0      | 1:1       |

## Finale
| Paarung             | Trabzonspor – Fenerbahçe Istanbul |
| Ergebnis            | 3:1 (0:0) |
| Datum               | 5. Mai 2010 |
| Stadion             | Şanlıurfa GAP Stadion, Şanlıurfa |
| Schiedsrichter      | Cüneyt Çakır (Istanbul) |
| Tore                | 0:1 Alex (55.) 1:1 Umut Bulut (66.) 2:1 Engin Baytar (80.) 3:1 Gustavo Colman (90.+3') |
| Trabzonspor         | Onur Kıvrak – Serkan Balcı, Rigobert Song, Egemen Korkmaz, Hrvoje Čale – Burak Yılmaz, Alanzinho (91. Giray Kaçar), Selçuk İnan (83. Sezer Badur), Engin Baytar (86. Ceyhun Gülselam), Gustavo Colman – Umut Bulut Cheftrainer: Şenol Güneş |
| Fenerbahçe Istanbul | Volkan Demirel – Gökhan Gönül (87. Gökhan Ünal), Diego Lugano, Bilica, Gökçek Vederson – Mehmet Topuz, Selçuk Şahin, Emre Belözoğlu (68. Deivid), Özer Hurmacı, Alex – Daniel Güiza Cheftrainer: Christoph Daum ( Deutschland)              |
| Gelbe Karten        | Serkan Balcı, Burak Yılmaz, Egemen Korkmaz, Onur Kıvrak – Emre Belözoğlu, Bilica |

## Torschützenliste
| Pl. | Nat.           | Spieler        | Verein              | Tore |
| --- | -------------- | -------------- | ------------------- | ---- |
| 1   | Turkei         | Arif Çoban     | Tokatspor           | 7    |
|     | Turkei         | Umut Bulut     | Trabzonspor         | 7    |
| 3   | Bulgarien      | Emil Angelow   | Denizlispor         | 6    |
| 4   | Turkei         | Necati Ateş    | Antalyaspor         | 5    |
|     | Elfenbeinküste | Serge Djiéhoua | Antalyaspor         | 5    |
|     | Brasilien      | Alex           | Fenerbahçe Istanbul | 5    |